# Hydriomena lolata
Hydriomena lolata är en fjärilsart som beskrevs av Mcdunnough 1954. Hydriomena lolata ingår i släktet Hydriomena och familjen mätare. Inga underarter finns listade i Catalogue of Life.